# Нубийские языки
Нубийские языки — одна из двух ветвей тама-нубийской семьи языков, традиционно включаемой в состав восточносуданской надсемьи нило-сахарской макросемьи. Распространены в Судане и на крайнем юге Египта, все носители активно владеют арабским.

## Классификация
Существуют 2 основные классификации нубийских языков: одна — на основе данных лексикостатистики  — используется ниже, другая (неизвестного происхождения) используется, в частности, в справочнике Ethnologue. Главное их различие состоит в отнесении языка кенузи-донгола: в первой он образует вместе с нобин нильскую группу, а во второй он входит в центральную группу.
Нило-нубийская группа
Языки нубийцев. До XII—XIV в. христиане (Коптская церковь), ныне все мусульмане.
- Древненубийский язык — царство Нобатия (север Нубии), древненубийское письмо VIII в. — 1484 г., развился в язык нобин.
- Нобин (новонубийский) — 500 тысяч в Египте и Судане; вкл. 2 наречия: фадиджа и махас.
- Кенузи-донгола — 360 тысяч в Египте и Судане; вкл. 2 наречия: кенузи и донгола.

Центральнонубийская группа — Судан
- Горнонубийский — диалектный континуум на северо-западе гор Нуба (68 тысяч), возможно включающий несколько языков.
- † Хараза — ранее в горах Хараза (штат Северный Кордофан), перешли на арабский.
- † Биргид — исчез в 1980-х гг., был распространён к югу от Хартума (штат Северный Дарфур).

Западнонубийская группа — Судан
- Мидоб (мейдоб) — 65 тысяч в штате Южный Кордофан.

Прародиной считается район к западу от Нила, возможно на востоке Дарфура. Предположительно в 1-м тыс. до н. э. пранубийцы заселили степи между северным Дарфуром и Нилом, откуда часть из них дошла до Нильского междуречья и стала продвигаться вниз по Нилу, а другие впоследствии осели к югу, в горах Кордофана (центральная группа).